# Brasserie des Alliés à Marchienne-au-Pont
La brasseries des Alliés à Marchienne-au-Pont, section de la ville belge de Charleroi, est un vaste complexe industriel construit en 1937-1938.

## Histoire
Après la Première Guerre mondiale, Fernand Lovrix constate que de nombreux marchands de bière de la région de Charleroi s'approvisionnent dans plusieurs petites brasseries et mettent eux-mêmes en bouteilles. Pour lui, cela constitue une perte de temps et ne garantit pas une bière de qualité constante.  Il pense à grouper les marchands en une coopérative de production et de vente. Il parvient à convaincre neuf personnes dont Élie Delferrière, directeur commercial d'un des plus importants distributeur de bière de la région, et Joseph Tirou, industriel, qui accepta la responsabilité de la gestion financière. 

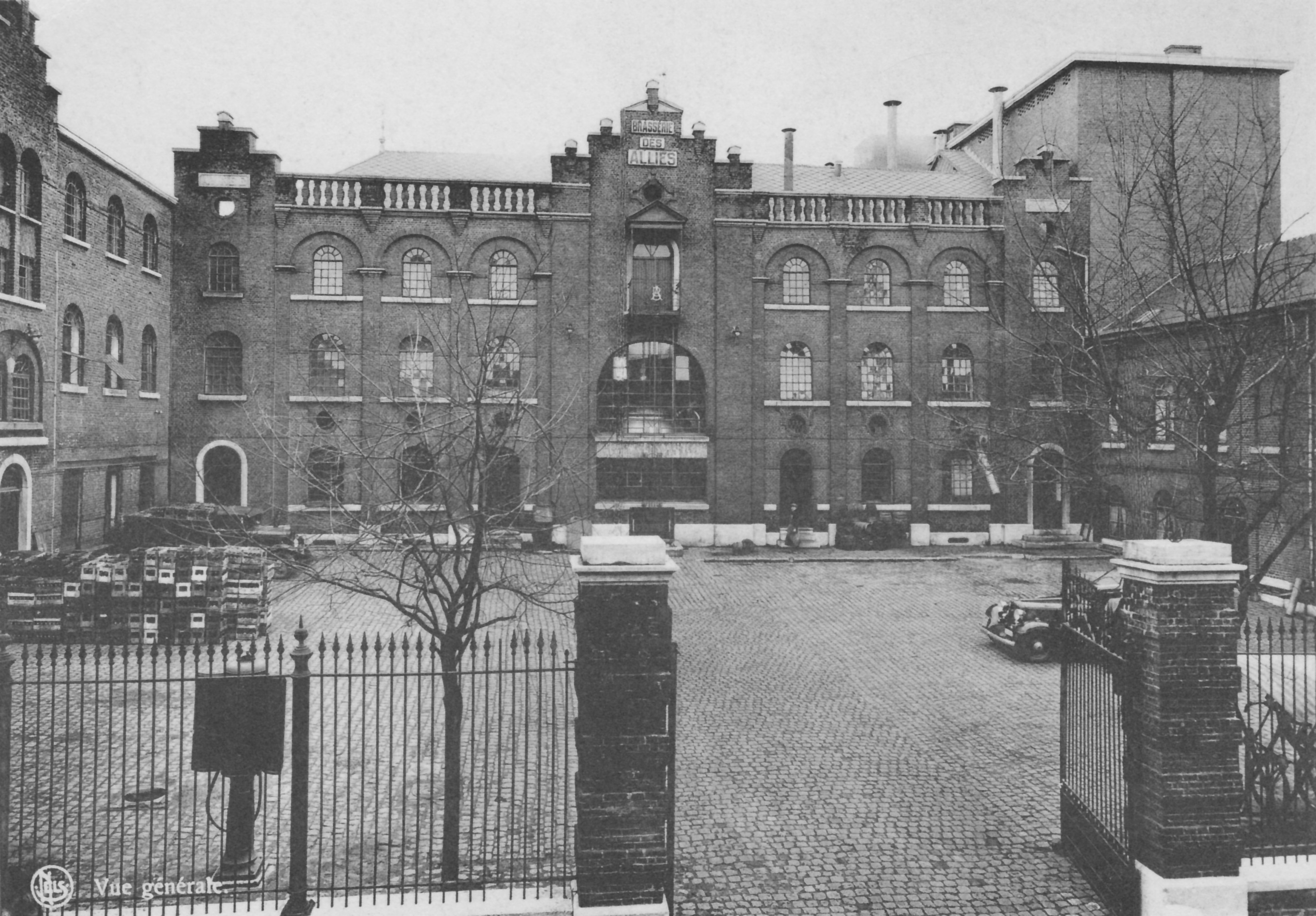
Vue générale du bâtiment dans les années 1930.

La société coopérative « Brasserie des Alliés » est créée le 9 avril 1920 avec un capital de départ de 40 000 francs. Ce faible montant incite a débuter modestement en louant une ancienne brasserie située à Marcinelle. Quelques mois suffisent à démontrer que le projet est promis à un bel avenir. Le 5 septembre 1921, la société achète les bâtiments de la « Brasseries-Malterie de la Sambre » à Marchienne-au-Pont et dès la première année la production passe de 12 000 à 24 500 hectolitres.
La réussite technique et commerciale repose sur deux éléments principaux. 

Il y a d'abord le principe de base de la coopérative qui consiste à redistribuer en parts égales, après amortissement, les bénéfices sous forme de dividendes au capital social et de ristournes aux revendeurs et ce, au prorata de la quantité de bière écoulée.

Il y a ensuite l'investissement dans un outil de fabrication performant. Par exemple, l'achat en 1928 d'une machine qui permet le soutirage de trois mille bouteilles par heure et le remplacement du bouchon mécanique par la capsule-couronne.

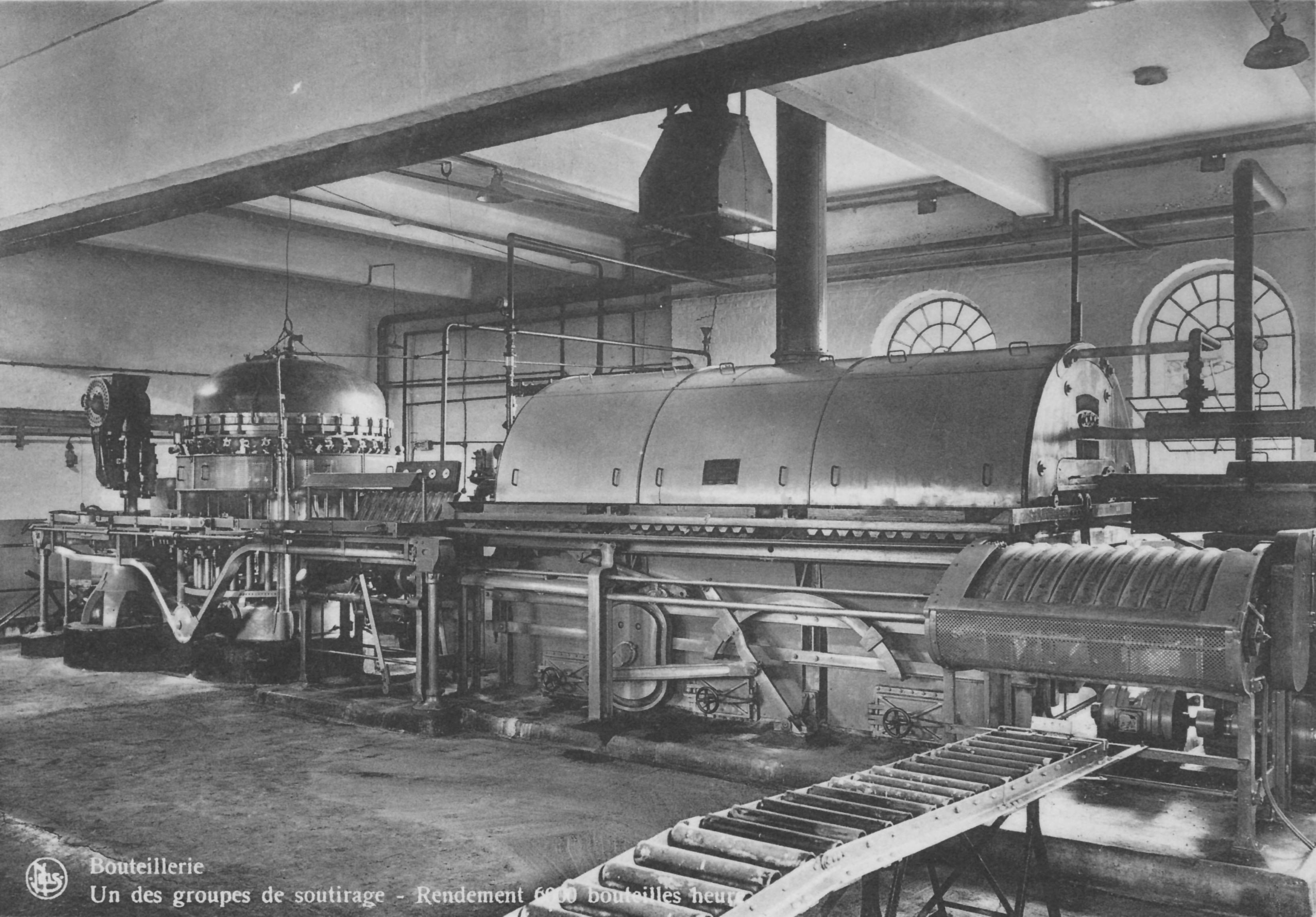
Un des groupes de soutirage de la bouteillerie vers 1930.

Le rythme de croissance est régulier, et la production passe de 12 000 hectolitres en 1920 à 150 000 hectolitres en 1935 ce qui représente 10 % de la bière produite dans la province de Hainaut. Soit dix-neuf millions de bouteilles et trente-deux mille fûts. La même année, la « Brasserie des Alliés », est présente à l’Exposition internationale de Bruxelles.
La production continue de croître et l'outil atteint ses limites. Le Conseil d'administration décide de construire de nouveaux bâtiments le long de la route de Mons.
Le projet est confié à René Dubois, jeune architecte originaire de la commune, qui avait dessiné le pavillon de l'exposition de 1935. Celui-ci meurt dans un accident de voiture en novembre 1937 avant l'achèvement de la construction. 

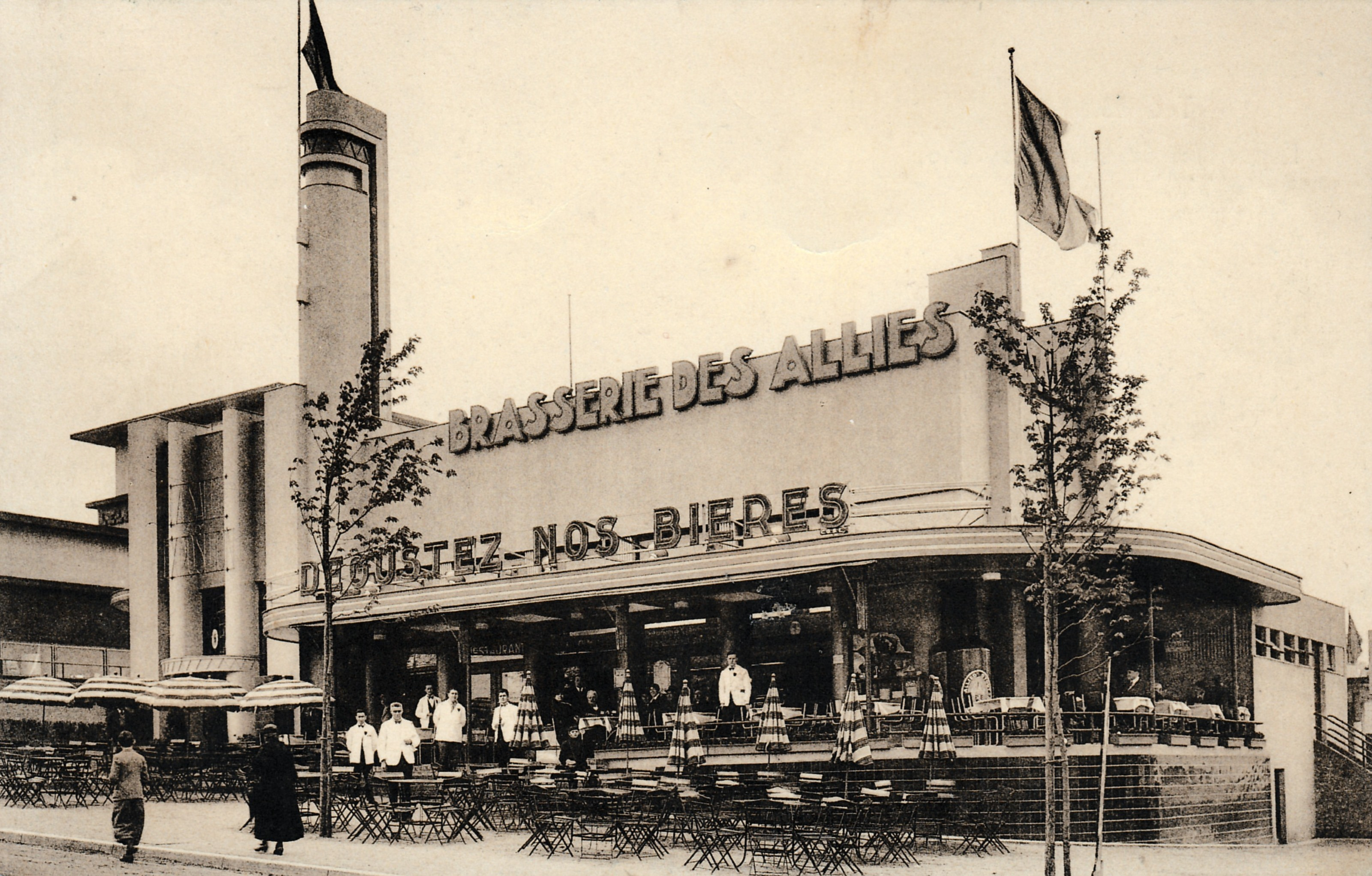
Pavilon de l'exposition internationale de 1935.

La construction débute en juin 1937 et l'inauguration a lieu le 11 septembre 1938. 
Désormais l'ancien bâtiment sera exclusivement réservé à la production. Celui-ci est relié au nouvel immeuble par des canalisations souterraines qui envoient la production vers les sections de soutirage et de conditionnement. 
La « Brasseries des Aliées » sera reprise en 1979 par le « Groupe Piedbœuf » et poursuit ses activités jusque dans les années 1980. Les bâtiments abritant la production, les plus anciens, seront démolis à la fin de l'année 1991 pour laisser la place à une grande surface. 
La façade, la toiture, le muret, le garde-fou, le portail métallique et son mécanisme de l'édifice de René Dubois ont été classés au patrimoine wallon en 1995.

## Architecture
Côté route de Mons, l'immeuble présente une grande façade incurvée en pierre reconstituée à trois niveaux dont les verrières ont disparu, flanquée à droite d'une haute tour-signal en briques jaunes creusée dans l'angle d'une verrière en quart-de-rond. Énormes entrepôts de briques à l'arrière.